# Emmy Moor
Emmy Moor (* 1900; † 1979) war eine Schweizer Journalistin (SP).

## Leben
Moor ist bekannt für ihre Sozialreportagen. Moor war von 1939 bis 1943 Gerichtsberichterstatterin für die Nation, ehe sie 1944 von Trudi Weber abgelöst wurde. Mit ihr hatte sie gemeinsam, dass beide sich „der feuilletonistischen Gerichtsreportage“ näherten, „[n]icht zuletzt auch darum, weil sie ihre eigenen Gefühle (Furcht, Mitleid, Empörung, Spott, Trauer) in den Text einfliessen liessen“.
Sie schrieb u. a. auch für die Zeitschriften Zeitdienst, Genossenschaft und die Berner Tagwacht.
Ihre bekannteste Schrift ist Der Gerichtssaal spricht.